# Canal de Taivallahti
Le canal de Taivallahti (finnois : Taivallahden kanava) est un canal situé à   Heinävesi en Finlande.

## Description
Construit entre 1911 et 1914, le canal est situé près du canal de Varistaipale et relie les lacs Juojärvi et  Varisvesi avec le canal Varistaipale. 
Le canal de Taivallahti mesure environ 800 mètres de long.
Il s'agit d'un canal en libre-service, mais il est surveillé et, si nécessaire, contrôlé à distance depuis le canal de Varistaipale. 
La hauteur de chute avec deux écluses est de 4,95 à 5,45 mètres. 
Les dimensions autorisées de bateau sont (longueur 31,2 m x largeur 7,1 m x tirant d'eau 1,8 m x hauteur 12,5 m).
Le canal appartient à la voie navigable de Kallavesi et va jusqu'à la voie navigable de  Juojärvi, qui rejoint la voie navigable d'Heinävesi.